# Energieeigenzustand
Ein quantenmechanisches System (Teilchen, Atom, Molekül usw.) ist in einem Energieeigenzustand, wenn seine Energie einen wohlbestimmten Wert hat. Bei gebundenen Systemen bilden die hierfür möglichen Energiewerte kein kontinuierliches Spektrum, sondern ein diskretes, d. h., sie können nur bestimmte Werte mit ebenfalls bestimmten Abständen annehmen.
Energieeigenzustände sind stationär, d. h., die messbaren Eigenschaften des Systems in einem Energieeigenzustand ändern sich nicht, solange es sich selbst überlassen bleibt. Übergänge zu anderen Energieeigenzuständen des Systems mit anderer Energie erfolgen nur bei Zufuhr oder Abgabe der entsprechenden Energiedifferenz in Form einer Wechselwirkung mit einem zweiten System. Hat mindestens eins der beiden Systeme ein diskretes Spektrum, so können nur die Energien passender Größe  ausgetauscht werden, die Quanten. Als Erster erwog Max Planck im Jahr 1900 dieses Phänomen und markierte damit den Beginn der Quantenphysik.
Für weitere Vertiefung siehe Stationäre Zustände der Quantenmechanik und Energieniveau.
Aufgrund der erwähnten Eigenschaften erscheinen die Energieeigenzustände leicht als „die möglichen“ oder „die erlaubten Zustände“ des Systems, neben denen es keine weiteren gibt. Dies ist jedoch falsch. Die Energieeigenzustände bilden eine Basis von Zuständen, und jede Überlagerung mehrerer oder sogar unendlich vieler von ihnen (auch als Superposition oder Linearkombination im Zustandsraum bezeichnet) ist auch ein möglicher Zustand des Systems.